# 2021 în știință
Următoarele evenimente științifice semnificative au avut loc în 2021.

## Evenimente

### Ianuarie

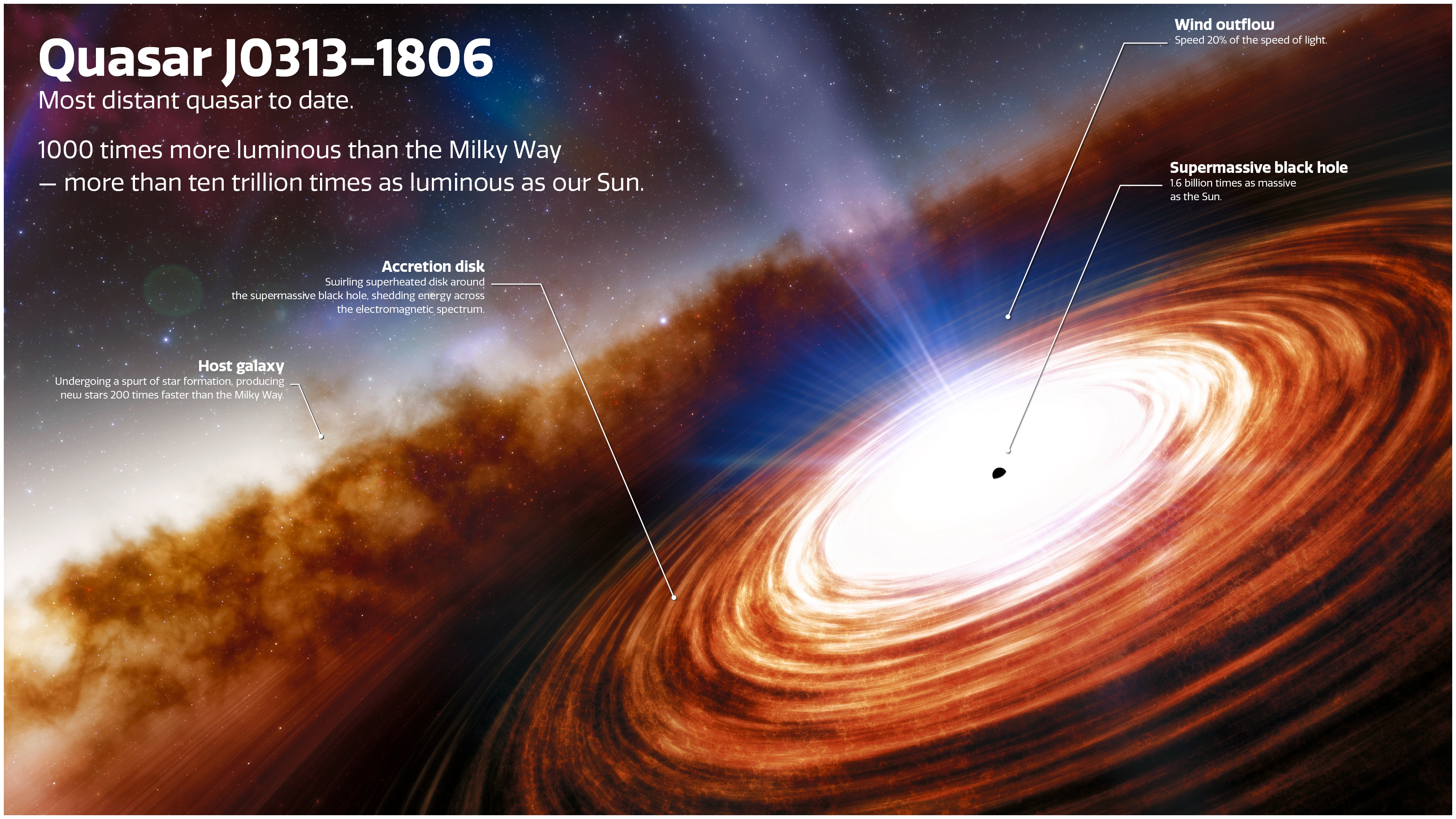
8 ianuarie: Concepție artistică a quasarului J0313–1806, datat la o vârstă de doar 670 de milioane de ani de la Big Bang

- 6 ianuarie – Oamenii de știință raportează utilizarea cu succes a editării genelor la șoareci cu progeria, boala îmbătrânirii premature.[1][2]
- 7 ianuarie – Un potențial vaccin ARN pentru scleroză multiplă este prezentat de o colaborare care include BioNTech, cu un studiu efectuat pe șoareci care reprezintă o mare promisiune pentru îmbunătățirea simptomelor și oprirea progresiei bolii.[3][4]
- 8 ianuarie
  - Este raportată descoperirea celui mai îndepărtat și, prin urmare a celui mai vechi quasar, J0313–1806. Acesta este situat la 13 miliarde de ani-lumină distanță și este alimentat de o gaură neagră supermasivă de 1,6 miliarde de ori mai masivă decât Soarele. Quasarul s-a format la 670 de milioane de ani după Big Bang – când universul avea doar 5% din vârsta sa actuală.[5][6]
  - WASP-62b este confirmată a fi prima exoplanetă de tip Jupiter fierbinte fără nori sau ceață în atmosfera sa observabilă.[7]

- 13 ianuarie 

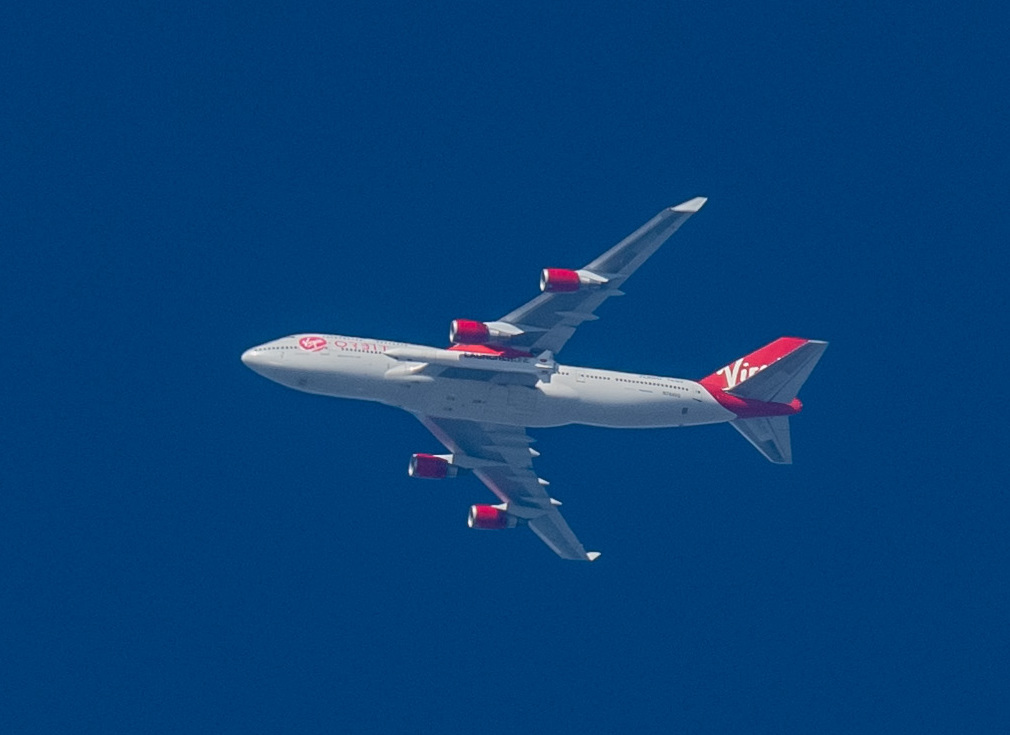
17 ianuarie: Cosmic Girl transportă racheta LauncherOne în timpul primului zbor lansat cu succes din aer

  - Este raportată o nouă temperatură record a oceanelor lumii, măsurată de la nivelul suprafeței până la o adâncime de 2.000 de metri.[8]
  - Astrofizicienii raportează că este posibilă extragerea energiei – cu o eficiență ridicată – dintr-o gaură neagră care se rotește. Atunci când liniile câmpului magnetic se deconectează și se reconectează, ele pot accelera particulele de plasmă la energii negative. Civilizațiile avansate pot fi capabile să facă acest lucru.[9][10]
- 17 ianuarie – LauncherOne devine prima rachetă lansată cu succes din aer, care a ajuns pe orbită. Racheta, lungă de 21 de metri, a fost transportată în atmosfera superioară pe un Boeing 747-400 modificat, numit Cosmic Girl, și lansată deasupra Oceanul Pacific.[11]
- 20 ianuarie – Arheologii raportează descoperirea a ceea ce poate fi o dovadă a celei mai vechi utilizări cunoscute a simbolurilor – un os cu o vechime de aproximativ 120.000 de ani gravat cu șase linii.[12][13]
- 22 ianuarie – Un studiu descris drept „prima evaluare pe termen lung a declinului global al albinelor”, care a analizat datele GBIF (Global Biodiversity Information Facility) de peste un secol, constată că numărul speciilor de albine a scăzut abrupt după anii 1990, micșorându-se cu un sfert în 2006-2015 comparativ cu perioada de dinainte de 1990.[14][15]
- 25 ianuarie 
  - Se constată că pierderea globală a gheții accelerează într-un ritm record, corespunzând scenariilor cele mai nefavorabile ale Grupului interguvernamental privind schimbările climatice.[16][17]
  - Astronomii raportează descoperirea TOI-178, un sistem rar de șase exoplanete închise într-un complex „lanț de rezonanță”.[18][19]

### Februarie

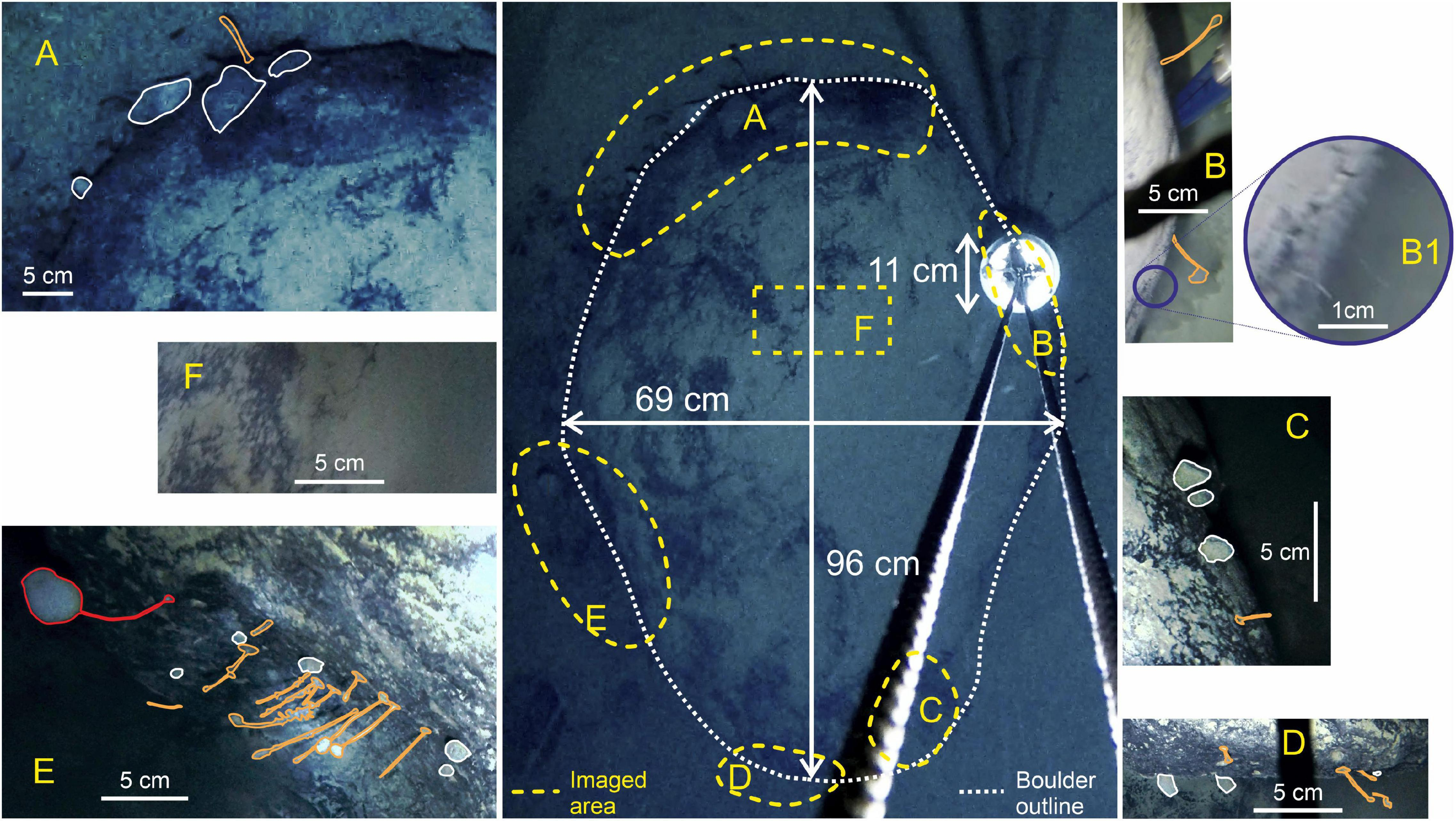
15 februarie: Cercetătorii raportează, pentru prima dată, detectarea formelor de viață la 872 m sub gheața Antarcticii.

- 1 februarie – Oamenii de știință australieni dezvoltă un nou cip de calculator criogenic numit Gooseberry, care are potențialul de a extinde calculatoarele cuantice de la zeci la mii de qubiți.[22][23]
- 2 februarie
  - Pandemia de COVID-19: Vaccinul rusesc „Sputnik V” a prezentat o eficiență de 91,6% potrivit datelor medicale furnizate de faza III a studiului clinic, publicate în revista medicală The Lancet.[24]
  - Pandemia de COVID-19: Oamenii de știință din Marea Britanie raportează detectarea E484K (în 11 din 214.000 de probe), o mutație a variantei de coronavirus din Marea Britanie care poate compromite eficacitatea actuală a vaccinului.[25][26]
  - S-a decoperit că Steaua lui Tabby, observată că se estompează în moduri neobișnuite, este un sistem stelar binar.[27]
- 5 februarie – O nouă teorie își propune să explice particularitățile lui ʻOumuamua și estimează că ~ 4% din corpurile astronomice din mediul interstelar ca fiind fragmente de gheață N2 (azot solid).[28][29]
- 8 februarie – Oamenii de știință raportează o stare actualizată a studiilor luând în considerare posibila detectare a formelor de viață pe Venus (via fosfinei) și pe Marte (via metan).[30]
- 9 februarie – Sonda spațială Hope a Emiratelor Arabe Unite devine prima misiune arabă care a intrat cu succes pe orbită în jurul planetei Marte.[31]
- 10 februarie
  - Sonda spațială chinezească Tianwen-1 intră cu succes pe orbită în jurul lui Marte.[32]
  - O echipă de oameni de știință deduc într-o recenzie că Homo sapiens nu are o singură origine în ceea ce privește locul de naștere al strămoșilor săi, nici o singură regiune nu este sursa principală a oamenilor moderni. Cele mai vechi apariții cunoscute ale trăsăturilor și comportamentelor Homo sapiens sunt în concordanță cu o serie de istorii evolutive.[33][34]

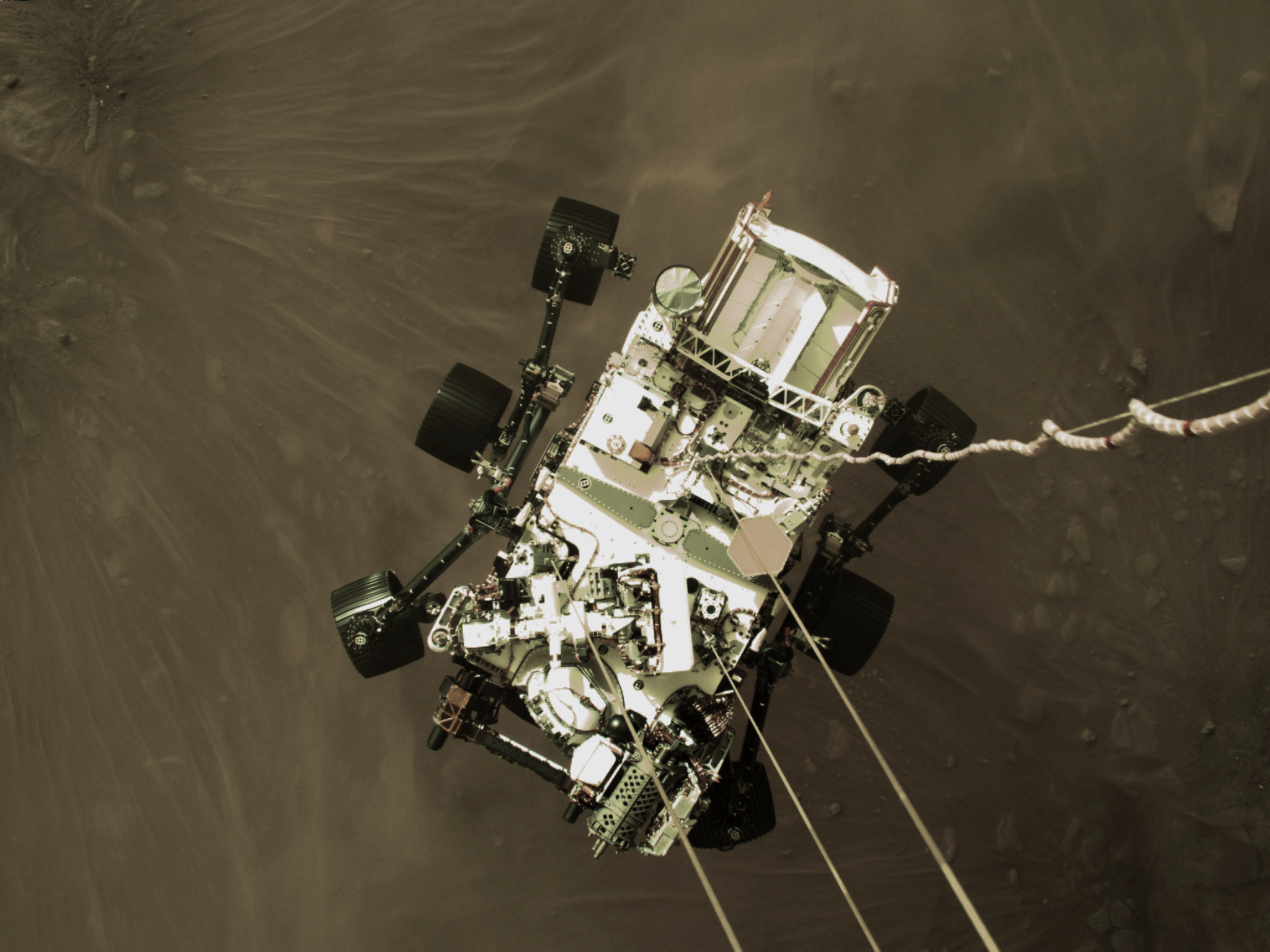
18 februarie: Roverul NASA Perseverance aterizează cu succes pe Marte.

- 11 februarie – Pe baza noilor date de la telescopul spațial Hubble și a misiunii Gaia s-a descoperit că nucleul roiului globular NGC 6397 conține o concentrație densă de resturi compacte (pitice albe, stele neutronice și găuri negre).[35][36]
- 15 februarie 
  - Oamenii de știință raportează studii care spun că impactul care a dus la moartea dinozaurilor în urmă cu 66 de milioane de ani a fost un fragment dintr-o cometă distrusă mai degrabă decât un asteroid, așa cum au presupus anterior alți cercetători.[37][21] Sudul indică faptul că respectiva cometă provenea din Norul lui Oort  și că traiectoria acesteia a fost influențată de forțele gravitaționale exercitate de Jupiter și de Soare, un șrapnel cometar lovind Terra și creând craterul Chicxulub din Golful Mexicului.[37][21]
  - Cercetătorii raportează, pentru prima dată, detectarea formelor de viață la cel puțin 872 m sub gheața Antarcticii.[20][38][39]
- 17 februarie – A fost raportată prima secvențiere a ADN-ului de la rămățite de animale vechi de peste un milion de ani, în acest caz un mamut.[40][41]
- 18 februarie 
  - Misiunea NASA Mars 2020 (care conține roverul Perseverance și drona elicopter Ingenuity) aterizează pe Marte în craterul Jezero, după șapte luni de călătorie.[42]
  - Astronomii raportează că Cygnus X-1, una dintre primele găuri negre cunoscute din Calea Lactee, este substanțial mai masivă decât se credea. Această descoperire provoacă modul în care este înțeleasă evoluția stelelor masive.[43][44]
- 19 februarie – Cercetătorii spun că scurta inversare geomagnetică globală a câmpului magnetic al Pământului în urmă cu ~ 42.000 de ani – evenimentul Laschamp – în combinație cu minime solare mari a provocat extincții majore și modificări ale mediului și poate că au contribuit la dispariția Neanderthalienilor. A modificat extensia geografică a aurorelor boreale și nivelurile de radiații dăunătoare la nivel mondial.[45][46]
- 22 februarie – Este publicată, pentru prima dată, o imagine de înaltă rezoluție a 25.000 de găuri negre supermasive active, care acoperă 4% din emisfera cerească nordică, pe baza lungimilor de undă radio ultra-scăzute, așa cum este detectat de Low-Frequency Array (LOFAR) situat în Europa.[47]
- 25 februarie – Cercetătorii confirmă faptul că inversarea sudică a circulației atlantice, care include Curentul Golfului, este la cea mai slabă valoare de acum aproximativ 1.000 de ani, cunoscând o slăbire fără precedent – probabil din cauza încălzirii globale – care ar putea duce la evenimente meteorologice extreme, inclusiv valuri de căldură și ierni intense, și se deplasează spre un „punct de vârf”.[48][49][50]
- 28 februarie – Fragmente ale unui meteorit de tip condrită carbonatică, un tip de rocă spațială deosebit de rară, au fost recuperate la sol în localitatea Winchcombe, Anglia. Meteoritul s-a deplasat cu aproape 14 km/s înainte de a se lovi de atmosfera terestră și ar putea oferi informații cu privire la compoziția Sistemului Solar în timp ce se forma acum 4,6 miliarde de ani.[51]

### Martie

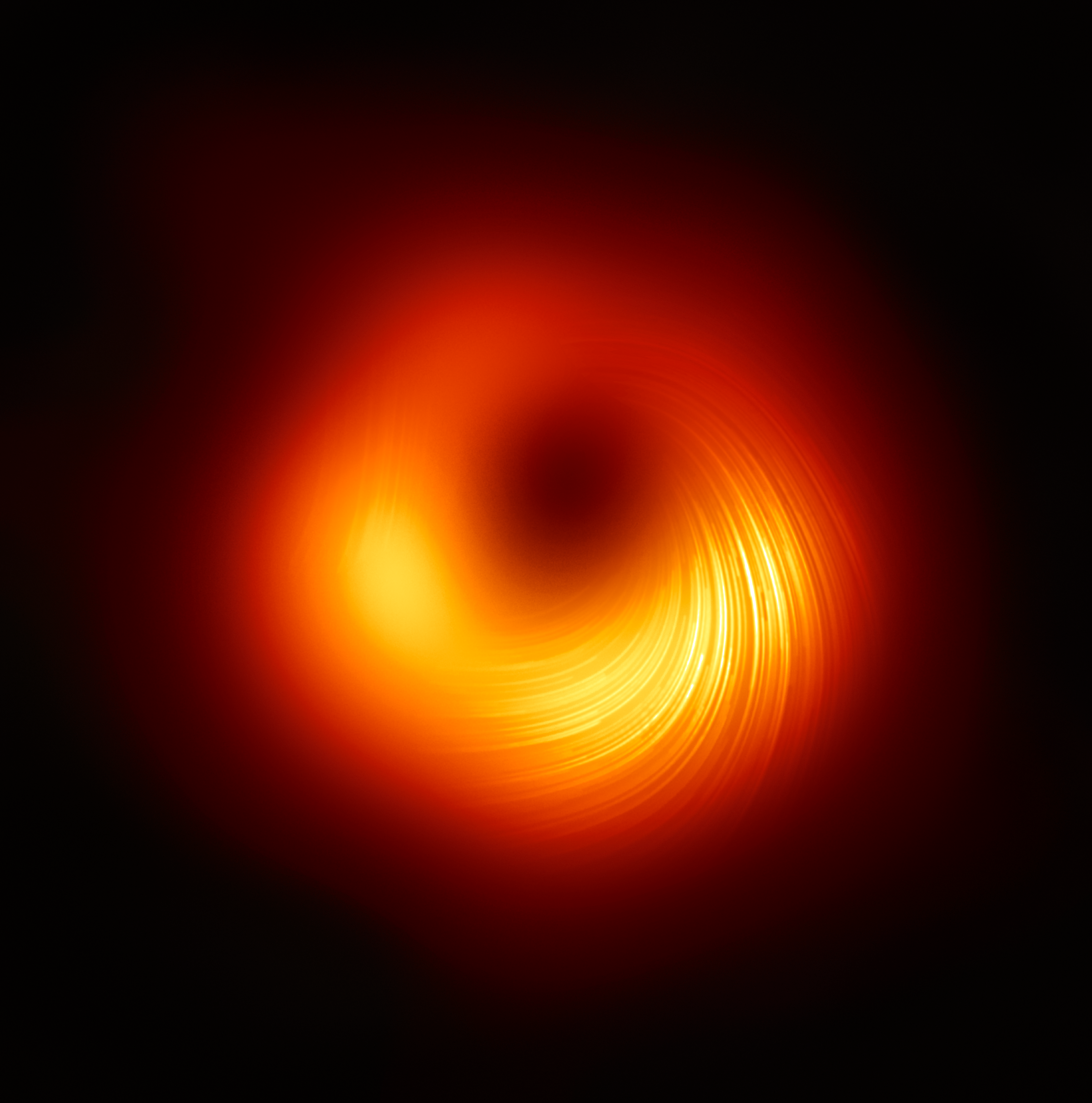
24 martie: Gaura neagră supermasivă M87 * în lumină polarizată

- 2 martie – Cercetătorii de la MIT au anunțat dezvoltarea unei tehnici de realitate virtuală care permite citirea scrisorilor vechi sigilate. Acestea au fost scanate prin microtomografie cu raze X și „practic desfășurate” dezvăluind conținutul pentru prima dată. Vechile scrisori erau protejate de ochii curioși prin diverse îndoiri, înfășurări, fante și pliuri, putând fi citite doar tăindu-le, descurajând astfel spionajul.[52]
- 8 martie 
  - Astronomii raportează descoperirea unui quasar cunoscut sub numele de P172+18, cea mai îndepărtată sursă de emisii radio cunoscută până în prezent, la aproximativ 13 miliarde de ani-lumină distanță.[53]
  - Oamenii de știință propun stocarea într-o „arcă lunară” pe Lună a ADN-ului celor 6,7 milioane de specii de plante, animale și ciuperci cunoscute pe Terra – pentru a asigura supraviețuirea lor de-a lungul anilor.[54][55]
- 9 martie – Oamenii de știință au identificat a 19-a formă de gheață de apă – o formă de gheață ordonată de protoni formată prin răcirea apei la aproximativ 100 K la aproximativ 2 Gpa.[56]
- 16 martie 
  - Este raportată descoperirea pe Stația Spațială Internațională a unei noi specii de bacterii, necunoscute până acum, numită provizoriu Methylobacterium ajmalii, asociată cu trei tulpini noi numite IF7SW-B2T, IIF1SW-B5 și IIF4SW-B5.[57]
  - Oamenii de știință prezintă dovezi că obiectul interestelar ‘Oumuamua ar putea fi o bucată de planetă similară cu Pluto de dincolo de Sistemul Solar.[58][59][60]
- 19 martie 
  - NASA raportează, pe baza măsurătorilor a peste 500 de cutremure de către landerul InSight de pe planeta Marte, că nucleul planetei are între 1.810 și 1.860 km, aproximativ jumătate din dimensiunea nucleului Pământului, fiind semnificativ mai mic decât se credea mai devreme.[61]
  - Fizicienii raportează găsirea, pentru prima dată, a particulei odderon, pe baza datelor colectate de la Marelui Accelerator de Hadroni de la CERN.[62]
- 24 martie – O colaborare a oamenilor de știință, legată de Event Horizon Telescope, prezintă, pentru prima dată, o imagine bazată pe polarizare a unei găuri negre, în special gaura neagră din centrul Messier 87, o galaxie eliptică situată la aproximativ 55 de milioane de ani-lumină distanță în constelația Fecioara, dezvăluind forțele care au dat naștere la quasari.[63]
- 26 martie – Pe baza noilor observații ale NASA, o coliziune între asteroidul 99942 Apophis și Terra este exclusă, cel puțin pentru următoarea sută de ani.[64]
- 31 martie – Cercetătorii de la Universitatea Brown din SUA demonstează prima interfață creier-computer fără fir. Cablurile tradiționale sunt înlocuite de un mic transmițător aflat deasupra capului unui utilizator care se conectează la o rețea de electrozi din cortexul motor al creierului utilizând același port ca și sistemele cu fir. Sistemul wireless a transmis semnale cu aproape aceeași fidelitate ca și sistemele cu fir.[65]

### Aprilie

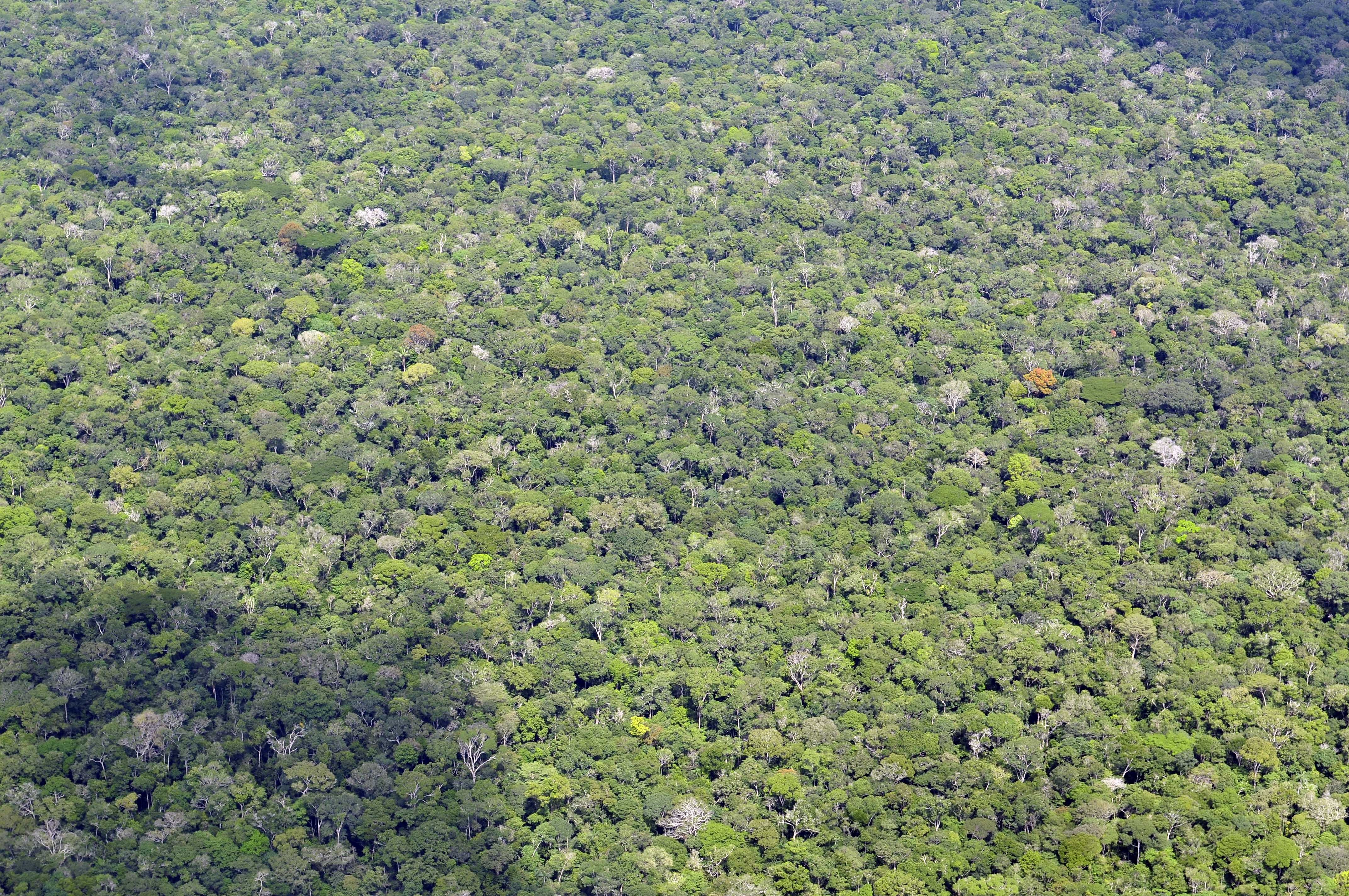
2 aprilie: Oamenii de știință descriu originile pădurilor tropicale, cum ar fi Amazonia, ca fiind cauzată de impactul care a dus la dispariția dinozaurilor.

- 2 aprilie – Oamenii de știință au raportat că evenimentul care a provocat dispariția în masă a dinozaurilor a înlocuit compoziția speciilor și structura pădurii a biomurilor pădurii tropicale, cum ar fi pădurea tropicală amazoniană. În decursul a ~ 6 milioane de ani de recuperare în ceea ce privește diversitatea plantelor, acestea au evoluat de la păduri dominate de gimnosperme la păduri cu foliaj gros care blochează lumina solară, predominând angiospermele și structurile verticale în populațiile de plante terestre cunoscute astăzi.[67][66]
- 7 aprilie – Fizicienii raportează că rezultatele studiilor miuon g-2, care implică particula subatomică a miuonlui, contestă Modelul standard și, în consecință, ar putea necesita o actualizare a fizicii așa cum este ea înțeleasă în prezent.[68][69]
- 9 aprilie – Neuralink publică un joc video în care un macac masculin numit Pager cu cipuri implantate pe fiecare parte a creierului joacă o versiune a jocului Pong doar gândindu-se la mișcările respective. Inițial, Pager juca Pong folosind joystickul, dar ulterior joystickul a fost deconectat și macacul execută mișcările doar cu puterea gândului.[70][71][72]
- 12 aprilie – Revista Scientific American anunță că va înceta să utilizeze termenul „schimbări climatice” în articole despre încălzirea globală cauzată de om și-l va înlocui cu „urgență climatică”.[73]
- 15 aprilie
  - Oamenii de știință anunță că au injectat cu succes celule stem umane în embrioni de maimuță, creând embrioni-himeră.[74][75][76]
  - Biologii afirmă că aproximativ 2,5 miliarde de dinozauri adulți Tyrannosaurus rex au cuteierat Pământul în cei 2,4 milioane de ani de existență.[77][78]
  - Un studiu publicat în Frontiere în păduri și schimbări globale constată că doar 3% din suprafața terestră a planetei este intactă din punct de vedere ecologic și faunistic, cu amprentă umană scăzută și populații sănătoase de specii de animale native.[79][80]
  - Cercetătorii de la Universitatea Purdue, SUA, demonstrează cea mai albă formulare de vopsea, care reflectă până la 98,1% din lumina solară și ar putea fi utilizată în locul aparatelor de aer condiționat.[81]

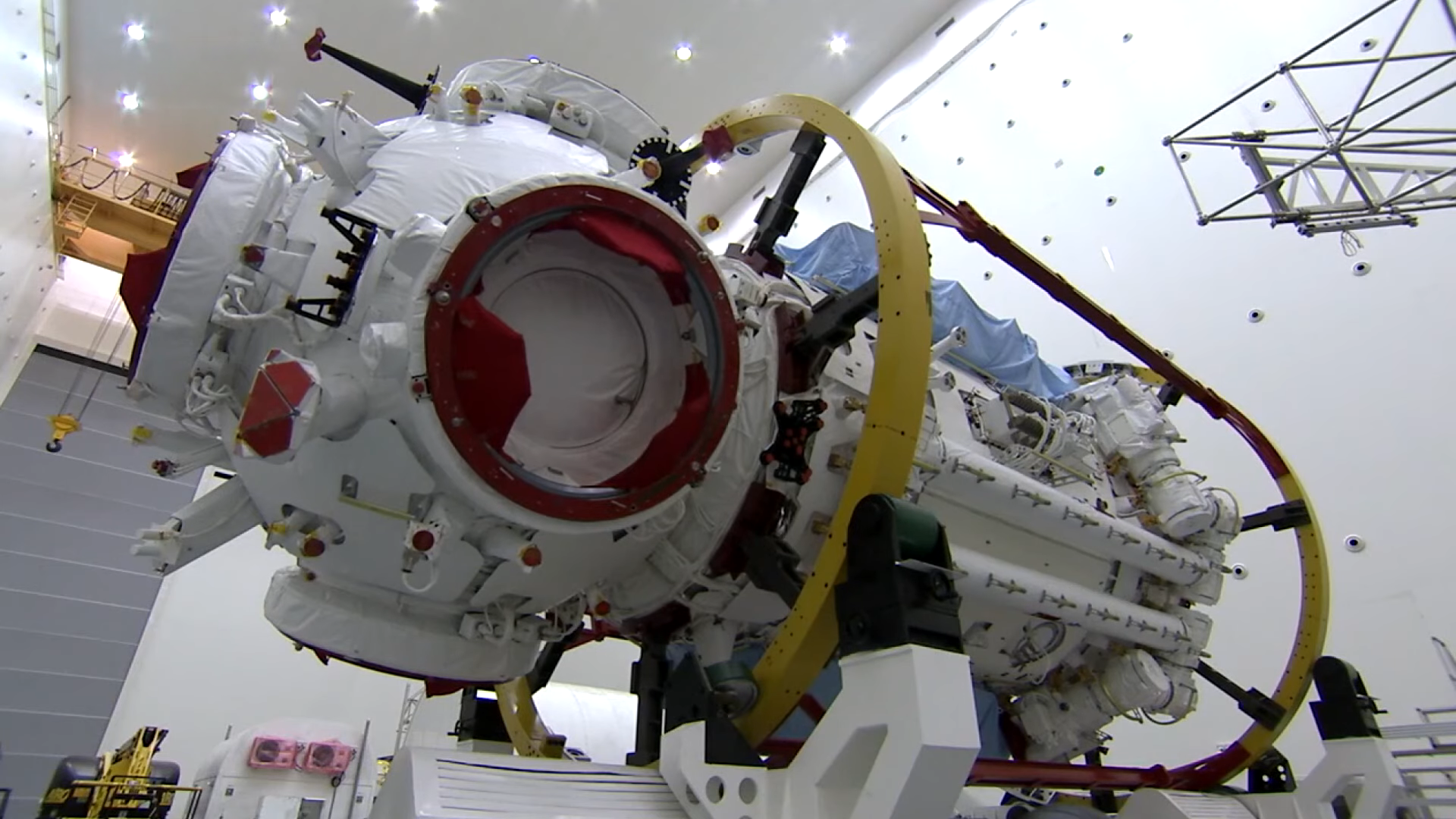
29 aprilie: Primul modul central al stației spațiale chinezești Tiangong este pus pe orbită.

- 17 aprilie – New Horizons atinge o distanță de 50 de unități astronomice (AU) de Soare, rămânând în același timp complet operațional.[83]
- 19 aprilie – Elicopterul Ingenuity al NASA, care face parte din misiunea Mars 2020, efectuează primul zbor cu motor pe o altă planetă din istorie. Locul de testare se numește „câmpul fraților Wright”.[84][85][86]
- 20 aprilie – Perseverance a efectuat un test al instrumentului său MOXIE (The Mars Oxygen In-Situ Resource Utilization Experiment) pentru a converti dioxidul de carbon în oxigen pentru prima dată pe Marte.[87]
- 27 aprilie – Astronomii raportează descoperirea lui TOI-1431b, un „Jupiter ultra-fierbinte”, cu o temperatură în timpul zilei de 3.000 °K (2.700 °C), devenind cea mai fierbinte exoplanetă găsită până acum.[88]
- 29 aprilie – Primul modul central al stației spațiale chinezești Tiangong, Tianhe, este plasat pe orbita joasă a Pământului. Este unul dintre cele trei module permanente destinate a fi complet asamblate în 2022 pentru o durată de viață proiectată de 10-15 ani. Are o dimensiune de 16,6 m și ar putea găzdui trei oameni de știință.[82]

### Mai
- 4 mai – Cercetătorii au identificat semnăturile genetice legate de longevitatea extremă la om.[89]
- 11 mai
  - NASA raportează măsurarea continuă, pentru prima dată, a densității materialului din spațiul interstelar de către sonda spațială Voyager 1 și, de asemenea, detectarea sunetelor interstelare pentru prima dată.[90]
  - Se obține un nou record pentru cel mai mic sistem cu un singur cip, cu un volum total mai mic de 0,1 mm³. Sistemul este vizibil doar la microscop și echipa de la Universitatea Columbia a folosit ultrasunete atât pentru a alimenta, cât și pentru a comunica cu dispozitivul fără fir.[91]
- 12 mai – Este demonstrată prima utilizare a unei interfețe creier-calculator pentru a decoda semnalele neuronale pentru scrisul de mână.
- 14 mai – Administrația spațială națională a Chinei aterizează misiunea Zhu Rong pe câmpia Utopia Planitia de pe Marte, China devenind astfel a treia națiune care face o aterizare ușoară cu succes pe această planetă, după Uniunea Sovietică și Statele Unite.[92]

### Iunie

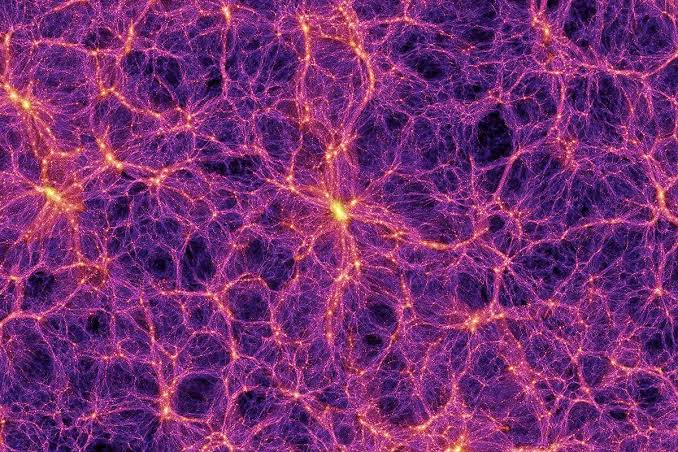
14 iunie: Astronomii descriu cele mai mari structuri de filamente cunoscute din Univers, formate din „spirale” de galaxii care se întind pe sute de milioane de ani-lumină.

- 7 iunie

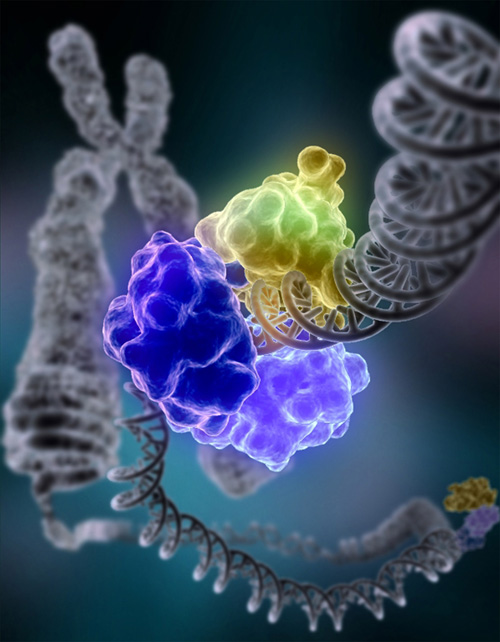
11 iunie: Biologii raportează că ADN polimerază, despre care s-a crezut mult timp că transcrie ADN doar în ADN sau ARN, pot scrie și segmente de ARN în ADN.

  - Astronomii raportează că au detectat cantități substanțiale de metan, un posibil semn al vieții microbiene, pe Enceladus, un satelit al planetei Saturn.[94][95]
  - Cercetătorii au descoperit în permafrostul siberian un animal microscopic numit rotifera bdelloidea care s-a trezit la viață după ce a stat înghețat 24.000 de ani. Odată dezghețat, animalul a putut să se reproducă folosind un proces numit partenogeneză.[96][97]
  - Sonda Juno a NASA s-a apropiat de Ganymede, unul din sateliții planetei Jupiter și cel mai mare satelit din Sistemul Solar, la o distanță de 1.038 de kilometri de acesta. Este primul survol al satelitului în ultimii 20 de ani. Juno orbitează Jupiter de cinci ani.[98][99]
- 8 iunie – Toshiba realizează comunicații cuantice pe fibre optice care depășesc 600 km lungime, o nouă distanță record mondial.[100][101]
- 9 iunie – Astronomii de la Canadian Hydrogen Intensity Mapping Experiment raportează detectarea a peste 500 de emisii radio rapide din spațiul cosmic.[102]
- 11 iunie – Biologii raportează că ADN polimerază, despre care s-a crezut mult timp că transcrie ADN doar în ADN sau ARN, pot scrie și segmente de ARN în ADN. S-a descoperit că Polθ promovează repararea ADN-ului cu model de ARN, cu implicații mari pentru multe domenii ale biologiei.[103][93]
- 14 iunie – Astronomii descriu cele mai mari structuri de filamente cunoscute din Univers, formate din „spirale” de galaxii care se întind pe sute de milioane de ani-lumină.[104][105][106]
- 16 iunie – Astronomii raportează că Marea estompare a Betelgeuse, o supergigantă roșie, a rezultat din expulzarea unei cantități substanțiale de praf din stea și nu un semn de distrugere a acesteia.[107][108]

- 17 iunie – China a trimis primul echipaj de trei persoane pe noua sa stație spațială care acum este în construcție, Tiangong.[109]
- 18 iunie – Este raportată existența unui „puls” în activitatea geologică a Pământului, care apare aproximativ la fiecare 27,5 milioane de ani. Următorul puls va avea loc în aproximativ 20,5 milioane de ani. Nu este clar ce cauzează acest model în activitatea geologică a Pământului însă s-ar putea datora mișcării plăcilor tectonice și mișcărilor care au loc în mantaua Pământului.[110][111]
- 19 iunie – Astronomii anunță descoperirea unei comete necunoscută anterior, 2014 UN271. Obiectul este estimat la o dimensiune cuprinsă între 100 și 200 de km, devenind cea mai mare cometă descoperită vreodată. În prezent cometa se găsește la peste 3 miliarde de km de Soare și se îndreaptă către interiorul Sistemului Solar, estimarea fiind că în ianuarie 2031 va fi destul de aproape de Saturn.[112]
- 24 iunie – Astronomii oferă un nou calcul pentru momentul în care s-au format primele stele, plasând acest eveniment între 250 și 350 de milioane de ani după Big Bang.[113][114]
- 25 iunie
  - Arheologii chinezi raportează că un craniu descoperit la Harbin în 1933, cunoscut sub numele de Homo longi sau „Omul Dragon”, aparține unei specii nedescoperite până acum deoameni timpurii, datând de acum 146.000 de ani.[115][116]
  - Prima analiză cuprinzătoare a fosilelor de Nesher Ramla Homo (120.000-140.000 de ani) sugerează că un grup nerecunoscut de hominini ar fi putut exista și, amestecat cu Neandertalienii, a fost implicat în evoluția lui Homo din Pleistocenul mijlociu în Europa și Asia de Est.[117][118]
- 26 iunie – Primul studiu clinic de editare in vivo în fluxul sanguin al oamenilor în care s-a folosit tehnologia de editare genetică CRISPR se încheie cu rezultate promițătoare.[119][120]
- 29 iunie – Este anunțată prima detectare a unei coliziuni stea neutronică – gaură neagră, care a avut loc la 5 ianuarie. Un al doilea astfel de eveniment a urmat 10 zile mai târziu, într-un loc diferit din Univers între o gaură neagră cu masa de 10 ori mai mare decât Soarele și o stea neutronică de două ori mai mare decât Soarele.[121][122][123]
- 30 iunie – Este raportată cea mai mică și mai masivă pitică albă văzută vreodată. Steaua, numită ZTF J1901+1458 și situată la o distanță de 130 de ani-lumină are un diametru de doar 4.300 km, dar are o masă de 1,35 ori mai mare decât masa Soarelui.[124][125]

### Iulie

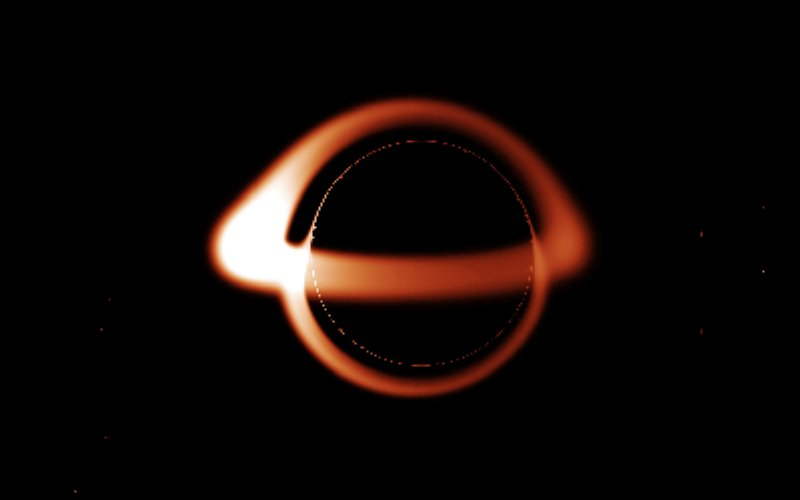
28 iulie: Prima observare directă a luminii din spatele unei găuri negre.

- 1 iulie – Începe construcția telescopului Square Kilometre Array, primele observări fiind planificate în 2027.[126]
- 5 iulie – Oamenii de știință raportează descoperirea unei sculpturi în os, una dintre cele mai vechi opere de artă din lume, realizată de Neanderthalieni acum aproximativ 51.000 de ani.[127][128]
- 14 iulie 
  - Cercetătorii spun că au găsit cele mai timpurii forme de viață de pe Pământ, sub formă de „microfosilele filamentoase“, posibil metanogene (microorganisme care produc metan ca subprodus metabolic) care au trăit acum aproximativ 3,42 miliarde de ani. Situl unde au fost descoperite este Centura de roci verzi din Barberton, Africa de Sud, care a fost cândva un sistem subacvatic. Conform autorilor studiului „Habitatele de la suprafață încălzite de activitatea vulcanică au găzduit probabil unele dintre cele mai vechi ecosisteme microbiene de pe pământ și acesta este cel mai vechi exemplu pe care l-am întâlnit”.[129][130]
  - Astronomii raportează detectarea, pentru prima dată, a unui izotop în atmosfera unei exoplanete; mai specific, izotopul Carbon-13 (13C) a fost găsit în atmosfera unei exoplanete gigantă gazoasă numită TYC 8998-760-1 b.[131][132]
  - Cercetătorii au folosit o interfață creier-calculator pentru a permite unui om paralizat din 2003 să producă cuvinte și propoziții inteligibile prin decodificarea semnalelor de la electrozii plasați în zonele de vorbire ale creierului său.[133]
- 16 iulie 
  - Japonia atinge un nou record mondial la viteza internetului: 319 Tbiți/s, depășind recordul anterior de 178 Tbiți/s.[134][135]
  - Un studiu arată că planta Cannabis sativa a fost domesticită pentru prima dată în Asia de Est, acum 12.000 de ani, la începutul Neoliticului.[136][137]
- 22 iulie – Astronomii care folosesc Atacama Large Millimeter/submillimeter Array (ALMA) raportează prima detectare clară a unui disc circumplanetar în jurul unei exoplanete; este cazul planetei PDS 70c de dimensiunea lui Jupiter.[138]
- 26 iulie – Oamenii de știință raportează că au finalizat primul model 3D complet al unui creier de maimuță la nivelul neuronilor. Creierul a fost scanat în decurs de 100 de ore.[139][140]
- 28 iulie 
  - Este raportată prima observare directă a luminii din spatele unei găuri negre, confirmând teoria relativității generale a lui Einstein.[141][142]
  - Apa metalică este preparată pentru prima dată într-un laborator obișnuit de pe Pământ.[143][144]
- 29 iulie – Cercetătorii raportează descoperirea componentei microbiotei intestinale pentru longevitate la adulți cu vârsta de peste 100 de ani.[145][146]

### August

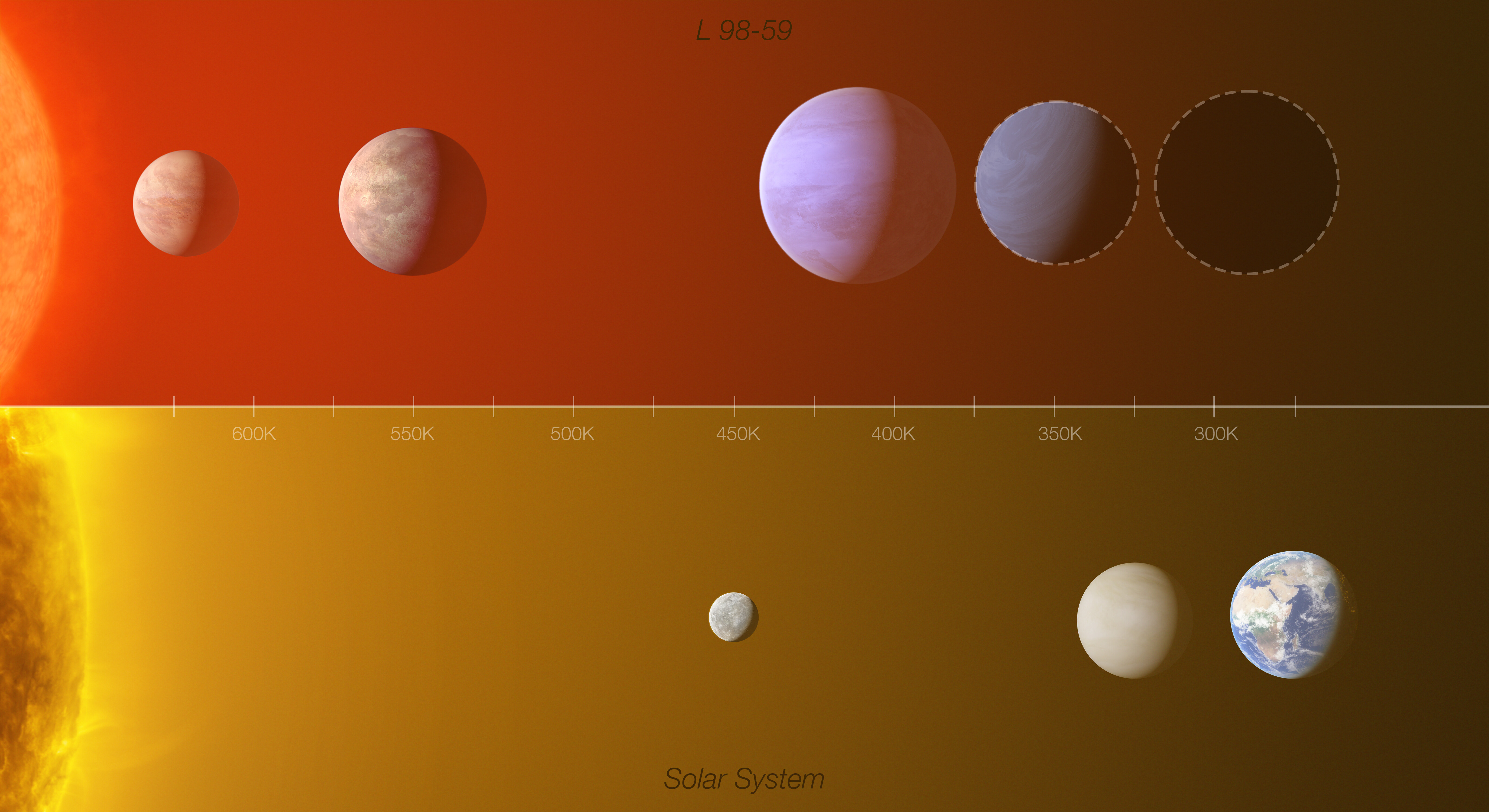
Sistemul L 98-59 comparat cu Sistemul Solar interior (5 august 2021)

- 5 august – Noile observații ale stelei de tip M L 98-59 și ale sistemului său înconjurător dezvăluie trei corpuri noi: o planetă din zona locuibilă, o lume oceanică și o planetă care are jumătate din masa lui Venus, făcând-o cea mai ușoară exoplanetă care a fost măsurată vreodată folosind metoda vitezei radiale.[147]
- 9 august – Grupul interguvernamental privind schimbările climatice lansează prima parte a celui de-al șaselea raport de evaluare, care concluzionează că efectele schimbărilor climatice cauzate de om sunt acum „răspândite, rapide și intensificate”.[148][149][150]
- 23 august – Asteroidul 2021 PH27, descoperit la 13 august 2021, este obiectul care se apropie cel mai mult de Soare, chiar mai mult decât planeta Mercur. Asteroidul are aproximativ un kilometru în diametru și ajunge la 20 de milioane de kilometri de Soare, unde temperatura se situează în jur de 500 °C.[151] Pentru comparație, Mercur se apropie la 46 de milioane de kilometri de Soare.
- 24 august – Compania americană Cerebras anunță o nouă platformă hardware și software care poate suporta modele AI de 120 trilioane de parametri, permițând rețele neuronale mai mari decât numărul echivalent de sinapse ale creierului uman.[152]
- 26 august – ADN-ul extras din craniul unei femei descoperite în 2015 într-o peșteră de calcar din insula Sulawesi, Indonezia, sugerează că femeia a împărtășit strămoși cu papuașii și australienii aborigeni, precum și cu o specie extinctă de om străvechi. Rămășițele au fost găsite alături de unelte de tip Toalean.[153]

### Septembrie

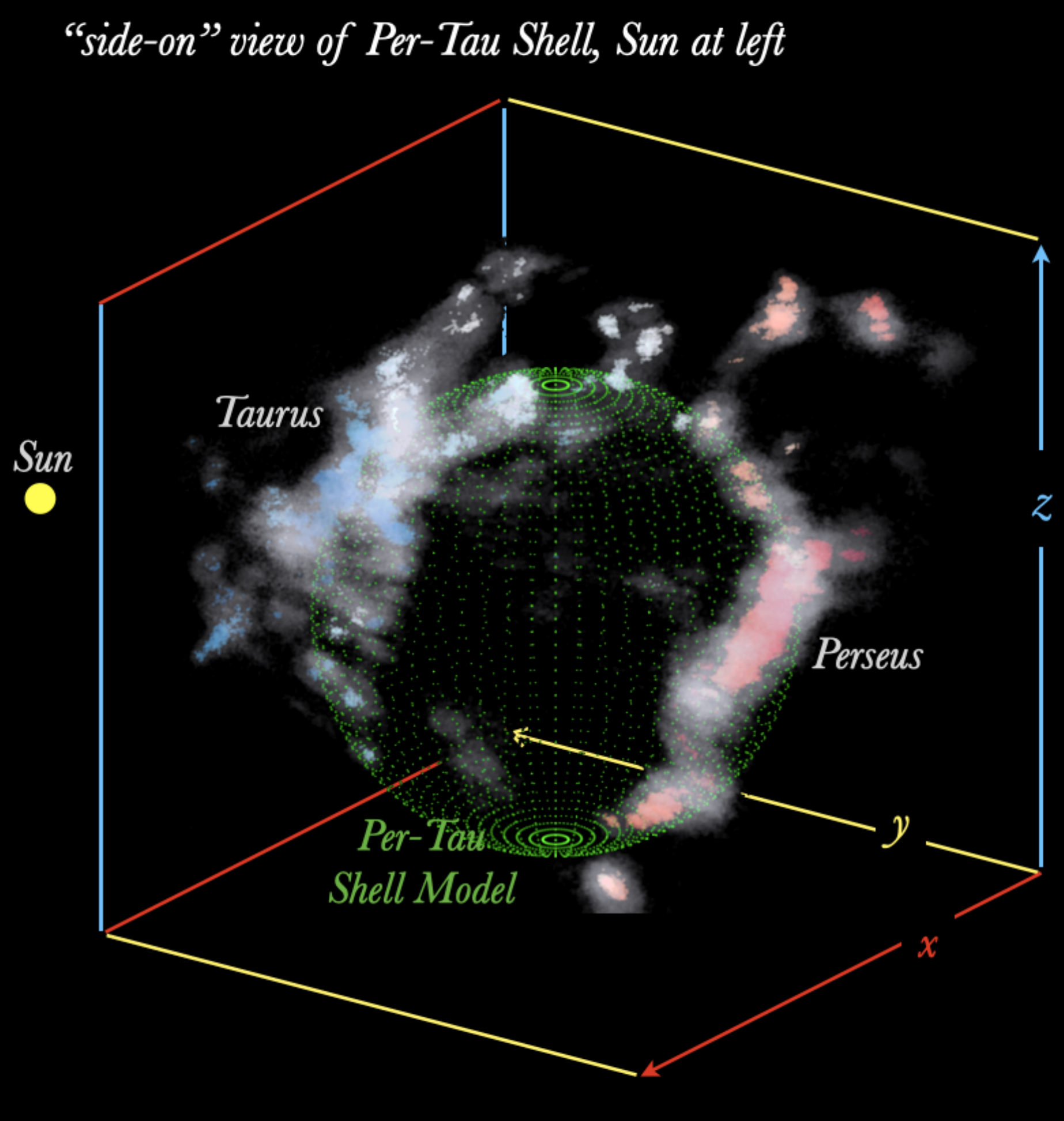
22 septembrie: Astronomii raportează descoperirea Cochiliei Per-Tau, o cochilie sferică gigantică care formează stele.

- 1 septembrie – NASA raportează eșantionarea cu succes a unei roci de pe Marte, numită „Rochette”, după o primă încercare mai puțin reușită.[154][155][156]
- 2 septembrie – O nouă clasă de supernovă declanșată de o gaură neagră sau o stea neutronică care se prăbușește în nucleul unei stele însoțitoare este observată de astronomi, pe baza studiilor unei surse extrem de luminoase de unde radio numită VT 1210+4956.[157]
- 3 septembrie – Bioinginerii raportează dezvoltarea unui sistem mini CRISPR, „CasMINI”, eficient și versatil. În timp ce sistemele CRISPR utilizate în mod obișnuit – cu nume precum Cas9 și Cas12a care denotă diferite versiuni ale proteinelor asociate CRISPR (Cas) – constau din aproximativ 1000 până la 1500 de aminoacizi, „CasMINI” are 529.[158][159]
- 8 septembrie 
  - Cisteamina, un medicament antioxidant deja aprobat pentru uz uman, se dovedește a inversa ateroscleroza, procesul responsabil pentru atacurile de cord și accidentele vasculare cerebrale, la șoareci.[160]
  - Oamenii de știință raportează că Pământul reflectă mai puțină lumină – o scădere de ~0,5% a reflectanței pe parcursul a două decenii - care poate fi cauzată atât de schimbările climatice, cât și de creșterea substanțială a încălzirii globale.[161][162]
- 10 septembrie  – Este raportată descoperirea a ceea ce ar putea fi cea mai veche artă rupestră, probabil datând cu aproximativ 169–226.000 de ani în urmă, mult mai veche decât ceea ce se credea anterior a fi cel mai vechi desen cunoscut, realizat în urmă cu aproximativ 73.000.[163] Cinci urme de mâini și cinci de picioare par să fi fost plasate intenționat în norori de către copii judecând după dimensiunile urmelor. Urmele au fost găsite conservate în travertinul (calcar de apă dulce) de la un izvor termal. Descoperiea ar putea fi cea mai veche dovadă ale homininilor pe platoul tibetan, situat la peste 4.200 de metri altitudine.[164][165][166]
- 16 septembrie  – Oamenii de știință raportează dovezi ale confecționării hainelor în urmă cu 120.000 de ani pe baza descoperirilor din depozitele din Maroc, o țară din nord-vestul Africii.[167][168]
- 17 septembrie – Oamenii de știință raportează că înflorirea algelor dăunătoare, care au fost legate de defrișări, încălzirea globală și eroziunea solului, proliferează în lacurile și râurile de pe glob. Ei adaugă că astfel de înfloriri toxice de alge au fost o caracteristică proeminentă a evenimentelor anterioare de extincție în masă, în special Extincția Permian-Triasic.[169]
- 22 septembrie –  Astronomii raportează descoperirea unei structuri sferice din apropiere, o „superbulă”, pe marginile căreia se formează nori moleculari giganți (Perseus și Taur) cu regiuni de formare a stelelor, Cochilia Per-Tau.[170][171]
- 23 septembrie – Oamenii de știință raportează descoperirea amprentelor umane (urme de pași) în statul New Mexico, despre care se înțelege că au o vechime de 23.000 de ani, din timpul perioadei ultimei ere glaciare.[172]
- 27 septembrie: Landsat 9, descris drept cel mai important satelit din lume, este lansat de NASA pentru a studia Pământul și mediul său.[173][174]

### Octombrie

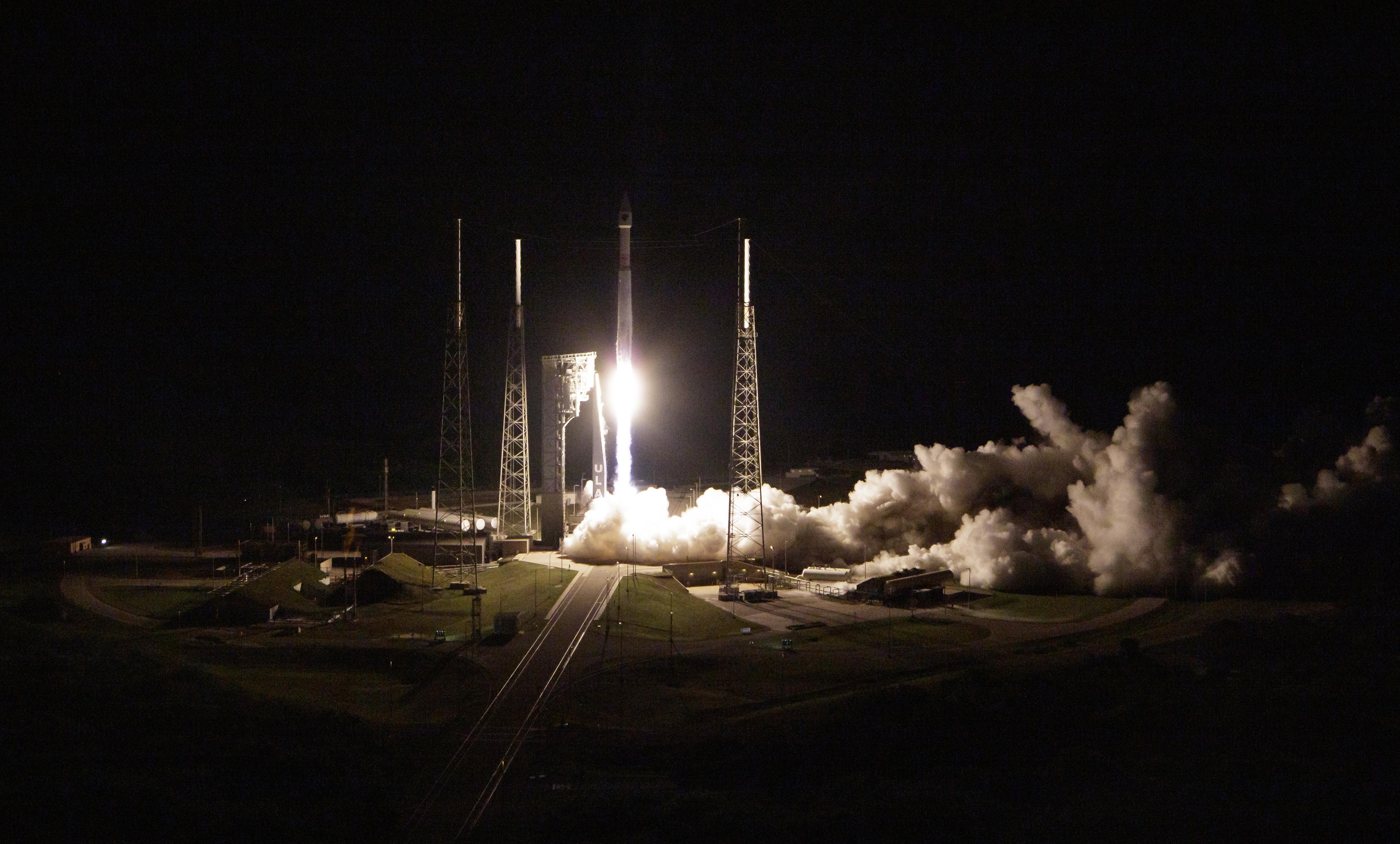
NASA lansează nava spațială Lucy, prima misiune de explorare a asteroizilor troieni.

- 2 octombrie – Sonda spațială BepiColombo, o misiune comună a Agenției Spațiale Europene și a Agenției de Explorare Aerospațială a Japoniei, s-a apropiat cel mai mult de Mercur, zburând la o distanță de aproximativ 199 de kilometri față de aceasta. Începând cu decembrie 2025, sonda va studia suprafața și câmpul magnetic al planetei Mercur.[175]
- 4 octombrie – Premiul Nobel pentru medicină din 2021 este acordat lui David Julius și Ardem Patapoutian pentru constatările lor despre modul în care căldura, frigul și atingerea pot iniția semnale în sistemul nervos.[176]
- 5 octombrie
  - Premiul Nobel pentru fizică din 2021 este acordat lui Syukuro Manabe, Klaus Hasselmann și Giorgio Parisi pentru munca lor privind schimbările climatice, rezultată din rolul umanității.[177]
  - Microsoft lansează Windows 11.[178]
- 6 octombrie
  - Premiul Nobel pentru chimie din 2021 este acordat lui Benjamin List și David W.C. MacMillan pentru munca lor în crearea unui instrument de construire a moleculelor, care ar putea fi util pentru studii privind dezvoltarea de noi medicamente și reducerea efectului substanțelor chimice asupra mediului.[179]
  - Organizația Mondială a Sănătății aprobă primul vaccin împotriva malariei.[180]
- 13 octombrie –Astronomii raportează detectarea a sute de emisii radio rapide (FRB) venite dintr-un singur sistem.[181]
- 16 octombrie – NASA lansează nava spațială Lucy, prima misiune de explorare a asteroizilor troieni.[182]

- 20 octombrie 

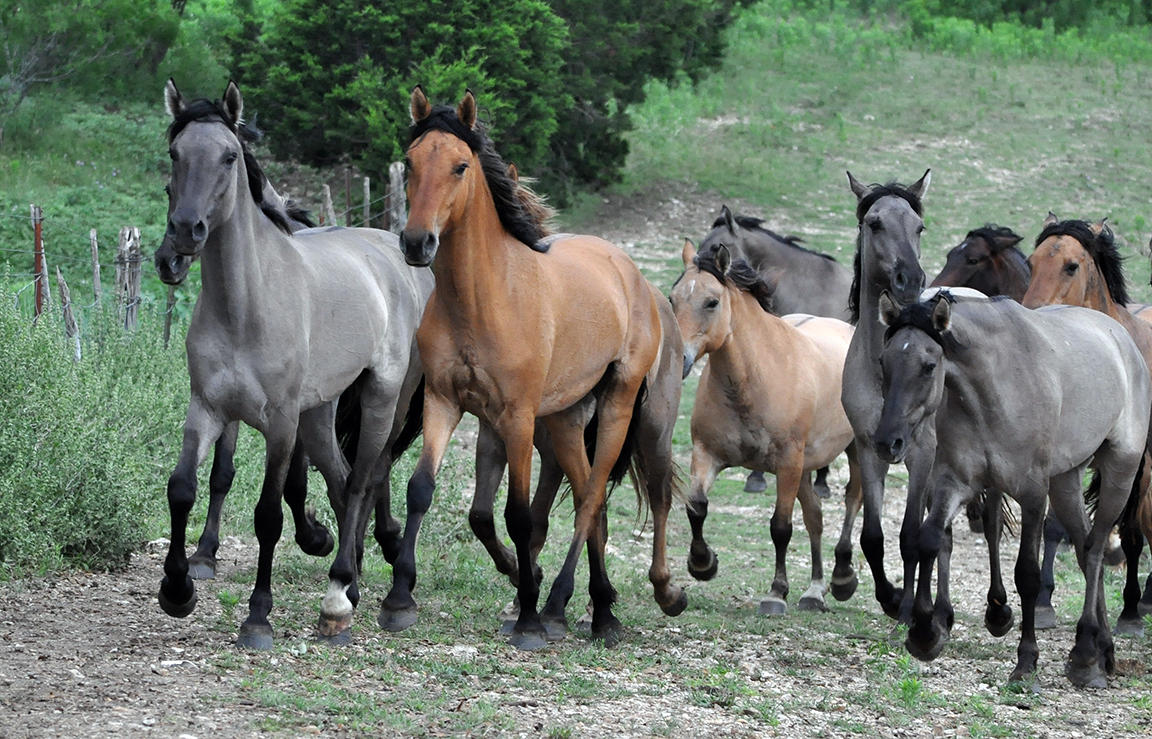
20 octombrie: Caii domestici de astăzi descind din regiunea inferioară Volga-Don, Rusia.

  - Astronomii raportează primele dovezi ale unui impact uriaș între două exoplanete, care a avut loc în sistemul HD 172555, pe baza analizei concentrațiilor de gaz și praf.[183]
  - Conform analizei unor oameni de știință, caii domestici de astăzi descind din regiunea inferioară Volga-Don, Rusia. 273 genomuri de cal antic indică în continuare că aceste populații au înlocuit aproape toate populațiile locale, extinzându-se rapid în întreaga Eurasie în urmă cu aproximativ 4200 ani.[184][185]
- 22 octombrie – Cercetătorii descriu și susțin ipoteza că recenta scădere în dimensiune a creierului „în ultimii 3.000 de ani“ (anterior se credea că a avut loc în ultimii ~28.000 de ani), a rezultat din externalizarea cunoștințelor și luarea deciziilor în grup, parțial prin intermediul sistemelor sociale a distribuției cunoașterii și a schimbului de informații.[186][187]
- 27 octombrie
  - Astronomii propun o scară „Confidence of Life Detection” (CoLD) pentru raportarea dovezilor vieții dincolo de Pământ.[188][189]
  - Astronomii raportează că orbitele exoplanetelor detectate găzduite de steaua HD 3167 sunt ciudat de neobișnuite: două planete (HD 3167 c; HD 3167 d) se învârt în jurul polilor stelei, în timp ce a treia planetă (HD 3167 b) orbitează ecuatorul stelei.[190][191]

### Noiembrie

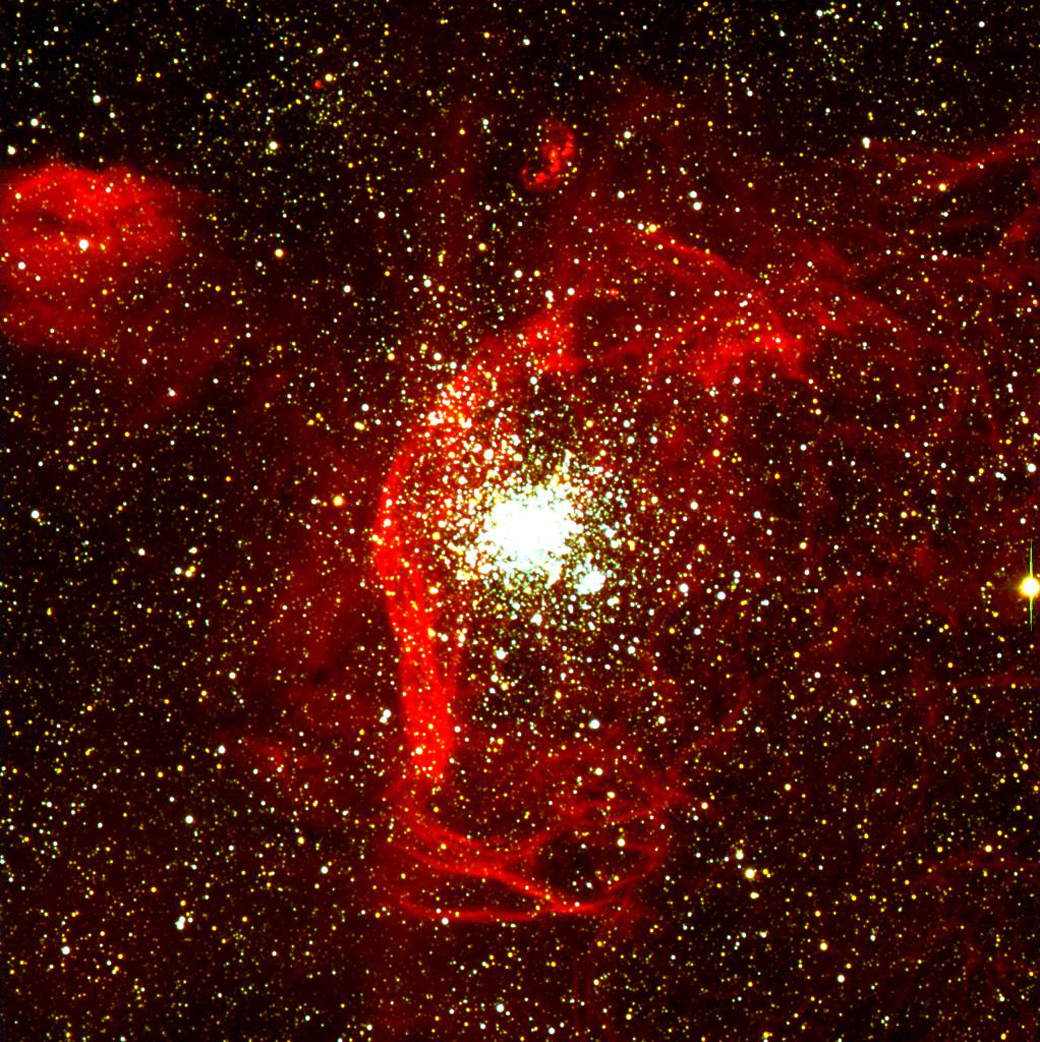
Astronomii care folosesc Very Large Telescope raportează descoperirea unei găuri negre în NGC 1850 (foto), observând influența acesteia asupra mișcării unei stele în imediata apropiere, prima detectare dinamică directă a unei găuri negre într-un roi tânăr masiv.

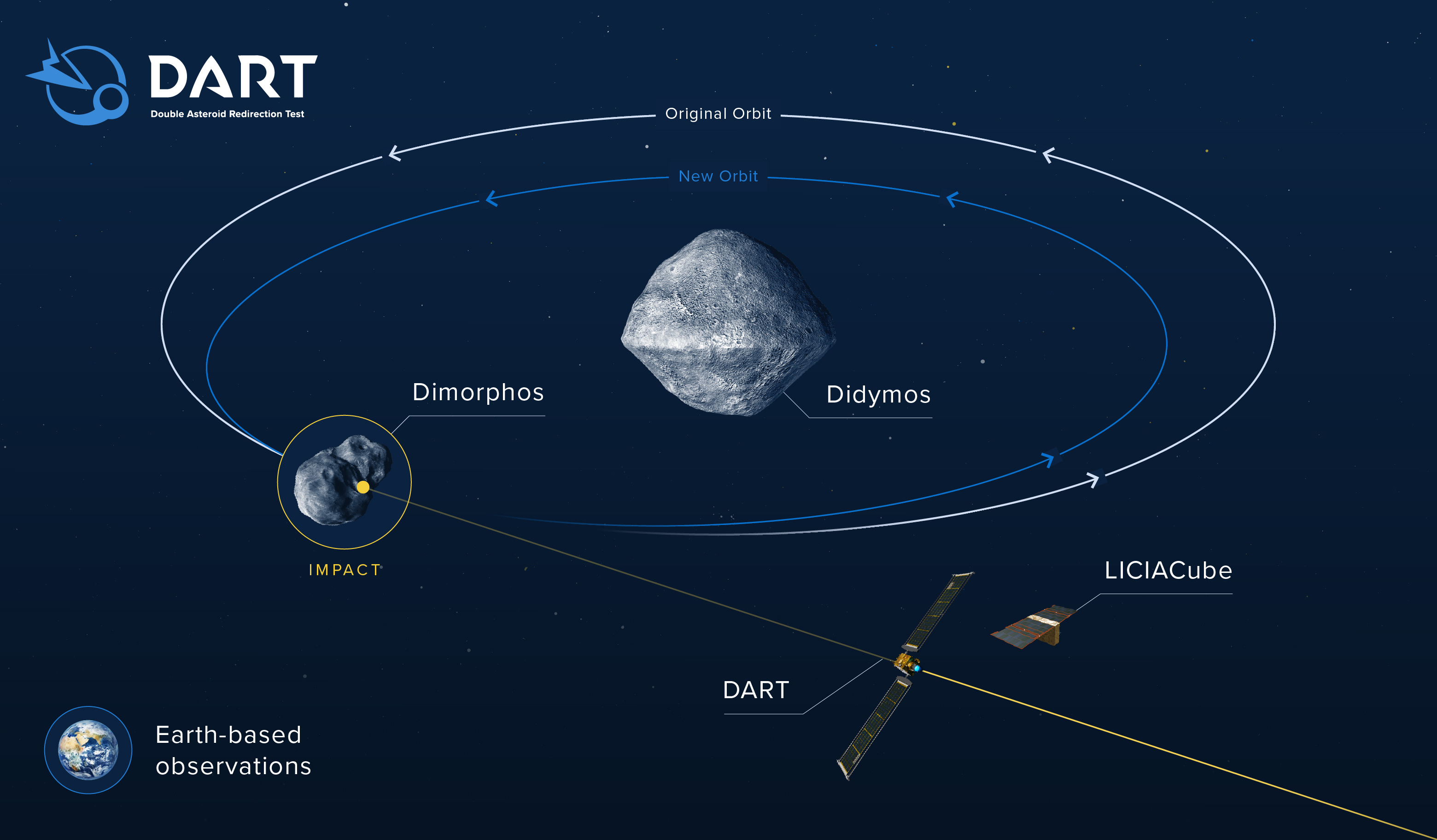
24 noiembrie: Lansarea misiunii Double Asteroid Redirection (DART) de la NASA.

- 1 noiembrie – Astronomii raportează că roverul Curiosity a detectat, într-un proces „primul-de-acest-fel”, molecule organice, inclusiv acid benzoic, amoniac și alți compuși necunoscuți înrudiți, pe planeta Marte.[192][193]
- 2 noiembrie – Un studiu concluzionează că poluarea aerului cu PM2,5 cauzată de comerțul și consumul celor 19 națiuni G20 (UE în ansamblu nu este inclusă) provoacă două milioane de decese premature anual..[194][195]
- 3 noiembrie – Astronomii care folosesc Atacama Large Millimeter/submillimeter Array (ALMA) raportează prezența apei în SPT0311-58, o galaxie situată la aproximativ 12,9 miliarde de ani-lumină de Pământ. Aceasta este cea mai îndepărtată detecție a unui element necesar vieții într-o galaxie obișnuită care formează stele.[196]
- 4 noiembrie – Astronomii recomandă în Studiu decenal de astronomie și astrofizică pentru anii 2020 priorități științifice și investiții pentru următorul deceniu pentru a ajuta la atingerea următoarelor obiective principale: căutarea exoplanetelor locuibile și a vieții extraterestre, studierea găurilor negre și a stelelor neutronice și studiul formării și evoluției galaxiilor. [197][198]
- 8 noiembrie – Oamenii de știință demonstrează că creierul (cortexul insular al mamiferelor) „își amintește” de activitatea imunitară împotriva infecțiilor din trecut, cu reactivarea – sau stimularea – neuronilor putând provoca – sau modela – răspunsul imunitar inflamator.[199][200]
- 9 noiembrie – Astrofizicienii raportează descoperirea blocării inexplicabile a razelor cosmice de înaltă energie care intră în centrul galactic, cum ar fi un câmp magnetic puternic.[201][202]
- 11 noiembrie
  - Astronomii care folosesc Very Large Telescope raportează descoperirea unei găuri negre în NGC 1850, observând influența acesteia asupra mișcării unei stele în imediata apropiere, prima detectare dinamică directă a unei găuri negre într-un roi tânăr masiv.[203]
  - Prima simulare a barionilor pe un computer cuantic este raportată de Universitatea din Waterloo.[204]
  - Astronomii identifică un filament lung de gaz rece și dens care conectează două dintre brațele spiralate ale Căii Lactee, prima observație cunoscută a unei astfel de structuri galactice în Calea Lactee.[205]
- 16 noiembrie – Se anunță un nou satelit al lui Saturn, S/2019 S 1, ceea ce ridică la 83 numărul total de luni cunoscute.[206]
- 17 noiembrie
  - O revizuire sistematică și o meta-analiza arată că purtarea măștii reduce incidența COVID-19 cu 53%.[207]
  - Primul calculator cuantic de 256 de qubiți este anunțat de compania startup QuEra, fondată de oamenii de știință de la MIT și Harvard și finanțată de DARPA.[208][209]
- 19 noiembrie – Un raport al Institutul Național pentru Cercetări Spațiale din Brazilia, bazat pe date satelitare, arată că defrișarea pădurii tropicale amazoniene a crescut cu 22% față de 2020 și este la cel mai înalt nivel (13.235 km²) din 2006.[210]
- 22 noiembrie – Oamenii de știință detectează un efect cuantă care blochează atomii să împrăștie lumina.[211]
- 24 noiembrie – NASA lansează misiunea Double Asteroid Redirection (DART), prima încercare de a devia un asteroid cu scopul de a învăța cum să protejeze Pământul.[212]
- 26 noiembrie – Organizația Mondială a Sănătății (OMS) anunță clasificarea variantei Omicron ca variantă de îngrijorare SARS-CoV-2. Varianta, care a devenit dominantă (74% din probe) în Africa de Sud în noiembrie, a fost detectată de supravegherea genomică NGS-SA la 8 noiembrie[213][214] și raportată la OMS la 24 noiembrie.[215] Are un număr mare de mutații care, conform dovezilor preliminare timpurii, par să mărească riscul de reinfecție,[215] pot crește transmisibilitatea în comparație cu Delta și pot afecta eficacitatea vaccinurilor, o întrebare cheie fiind dacă cauzează prognostice mai puțin severe.[216][217]
- 29 noiembrie – O echipă de oameni de știință publică o nouă formă de reproducere biologică în xenoboți.[218]

### Decembrie

25 decembrie: Este lansat Telescopul spațial James Webb.

- 1 decembrie – Oamenii de știință descoperă amprenta unui hominid antic care a trăit alături de Lucy.[219]
- 2 decembrie – Georgia Tech Research Institute anunță o metodă de stocare a datelor ADN cu densitatea de 100 de ori mai mare decât tehnicile anterioare.[220]
- 7 decembrie –  Un studiu din revista științifică PNAS constată că atunci când două persoane poartă măști chirurgicale, în timp ce cea infecțioasă vorbește, riscul de infectare cu COVID-19 rămâne sub 30% după o oră, dar atunci când ambii poartă o mască FFP2 bine potrivită, acesta este de 0,4%.[221]
- 9 decembrie – SpaceX lansează Imaging X-ray Polarimetry Explorer, o colaborare între NASA și Agenția Spațială Italiană. Este primul satelit capabil să măsoare polarizarea razelor X care provin din surse cosmice, cum ar fi găurile negre și stelele neutronice.[222]
- 10 decembrie – Un vaccin pentru îndepărtarea celulelor senescente, un factor cheie al procesului de îmbătrânire, este demonstrat la șoareci de către cercetători din Japonia.[223][224]
- 13 decembrie
  - Pe baza studiilor de observație cu raze X de înaltă rezoluție astronomii raportează că AT 2018cow, un FBOT extrem, „ar putea fi o stea neutronică sau o gaură neagră cu o masă mai mică de 850 de mase solare”.[225][226]
  - Oamenii de știință care studiază uriașul ghețar Thwaites din vestul Antarcticii raportează dovezi că acesta s-ar putea „spărge ca parbrizul unei mașini” în decurs de cinci până la zece ani, adăugând potențial 65 cm la nivelul mării la nivel global pe termen lung.[227]
  - Observațiile a 16 ani de date de sincronizare de la pulsarul dublu PSR J0737−3039 sunt raportate a fi în acord cu relativitatea generală prin studierea pierderii de energie orbitală din cauza undelor gravitaționale.[228][229]
- 14 decembrie – Săgetător A*, gaura neagră supermasivă din centrul Căii Lactee, este fotografiată cu detalii de 20 de ori mai mari decât oricând, de către astronomi care folosesc instrumentul GRAVITY de pe Very Large Telescope din Chile.[230][231][232]
- 20 decembrie – Astronomii au identificat în premieră un câmp magnetic în jurul unei exoplanete, care înconjoară planeta de tip Neptun fierbinte HAT-P-11b.[233]
- 22 decembrie – Oamenii de știință japonezi anunță un pas cheie în dezvoltarea unui calculator cuantic care folosește fotoni și care elimină necesitatea unui mediu ultrarece folosit pentru a răci mașinile existente.[234]
- 23 decembrie – O echipă internațională folosește un microscop electronic pentru a schimba chiralitatea unui nanotub de carbon, creând un tranzistor cu o lungime de doar 2,8 nanometri.[235]
- 25 decembrie – Telescopul spațial James Webb, „cel mai puternic și complex telescop spațial al NASA” [236]  și succesorul telescopului spațial Hubble, se lansează cu succes.[237]

## Premii
- Premiul Abel: Avi Wigderson și László Lovász